# Réka Nagy (actriță)
Réka Nagy (n. 19 noiembrie 1941, Sfântu Gheorghe, Covasna, România) este o actriță maghiară din România. Filmul care a consacrat-o în România este Pistruiatul.
După premiera serialului Pistruiatul a plecat din țară și s-a stabilit la Budapesta.
A absolvit Institutul de Teatru „Szentgyörgyi István” din Târgu Mureș în 1963, avându-i colegi de promoție pe Annamária Biluska, László Darvas, Attila Seprődi Kiss, Erzsébet Kiss, Antal Kocsis și Árpád Visky. După absolvirea studiilor, a fost repartizată la Teatrul Maghiar de Stat din Cluj.

## Roluri în piese de teatru
- Marcel Achard: Idioata — Jozefa
- Pál Ábrahám: Bal la Savoy — Daisy
- Lajos Barta: Iubire — doamna Szalay
- Lajos Bíró: Crinul galben — Judit
- Anton Cehov: Unchiul Vania — Maria Vasilevna Voinițkaia
- Mary Chase: Harvey — Ruth
- Georges Feydeau: Puricele în ureche — Raymonde
- Jenő Heltai: Cavalerul mut — Zilia
- Hervé: Nebáncsvirág — sora Ágota
- Imre Kálmán: Silvia — Stázi / Klementina
- Ervin Lázár: Dömdödöm — Ló Szerafin, calul năzdrăvan albastru
- Alan Jay Lerner: My Fair Lady — doamna Higgins
- Arthur Miller: Vedere de pe pod — Catherina
- Zsigmond Móricz: Nu pot trăi fără muzică — mătușa Zsani
- Evgheni Schwarz: Crăiasa zăpezii — Crăiasa zăpezii
- William Shakespeare: Romeo și Julieta — Lady Capulet, mama Julietei
- William Shakespeare: Îmblânzirea scorpiei — Bianca Minola, sora Katherinei
- Neil Simon: Bârfe, zvonuri și minciuni — Cookie
- András Sütő: O stea pe rug — sora Antónia
- Ernő Szép: Salcâmul mov — doamna Bizonyos
- Ede Szigligeti: Liliomfi — Mariska
- Józsi Jenő Tersánszky: Mărtinaș Cuc — Linka Csuri
- Friedrich Wolf: Profesorul Mamlock — servitoare

## Filmografie
- La vîrsta dragostei (1963)
- Golgota (1966) - Maria, văduvă de miner
- Cîntecele mării (1971) - Silvia
- Brigada Diverse în alertă! (1971) - Angela
- B.D. la munte și la mare (1971) - Angela Căpșună
- Sfînta Tereza și diavolii (1972) - Iulia, omul de legătură al partizanilor
- Dragostea începe vineri (1973) - Ana
- Pistruiatul (serial TV, 1973) - profesoara
- Trei scrisori secrete (1974)
- Ámokfutás (1974)
- Kísértet Lublón (1976) - domnișoara Csernyiczky
- Anyám könnyű álmot ígér (1979)
- O lume fără cer (1981)